# Поновљени низови генома
Поновљени низови (репетитивне секвенце) представљају делове ДНК у геному еукариота који се више пута понављају, односно има их у више копија. Поред њих геном еукариота садржи и јединствене низове нуклеотида (јединствена ДНК )који се налазе само у једној копији на којима се врши транскрипција и-РНК.
Код човека ови низови сачињавају око 50% генома. Врло често се називају генетичким отпадом (енгл. junk DNA) пошто не садрже упутство за синтезу протеина. Назив је поприлично неоправдан јер они садрже драгоцене податке о:
- еволуцији хуманог генома;
- популационој генетици;
- грађи хромозома.

## Врсте поновљених низова
Поновљени низови се могу поделити на:
- високопоновљиве низове и
- умерено поновљиви низови.

### Високопоновљиви низови (сателитске ДНК)
Сателитске ДНК се јављају у врело великом броју копија у геному, више од 105. Обухватају понављање истих или различитих низова нуклеотида дужине од 5-300 нуклеотида. У хуманом геному се налазе у региону центромера хромозома. За сателитске ДНК се сматра да се не транскрибују.
Улоге сателитских ДНК још увек нису довољно познате мада се према неким подацима сматра да :
- омогућавају спаривање хомологих хромозома у профази мејозе I
- одржавају структуру хромозома;
- учествују у настанку нових биолошких врста (мишљења научника у вези ове улоге су подељена).

Врло слични сателитској ДНК јесу и тзв. тандемски поновци променљивог броја или VNTR гени (od engl. variable number of tandem repeat) који представљају основу тестирања познатог као генетички отисци прстију.

### Умерено поновљиви низови (интермедијарни низови)
Интермедијарни низови нукелотида ДНК се јављају у 10 - 105 копија у геному. За разлику од сателитских ДНК које се не транскрибују, ови низови се могу транскрибовати у р-РНК, т-РНК и и-РНК за хистоне. 
У ове низове нуклеотида убрајају се:
- фамилије гена (мултигенске фамилије) које се састоје од два или више гена који су настали дупликацијом предачког гена; добро проучене фамилије гена које броје мање чланова су фамилије α и β хемоглобина; у генским фамилијама се поред активних могу наћи и неактивни гени названи псеудогени;
- тандемски поновљени гени груписани су у скупове који се узастопно понављају; пример су гени за хистоне који се у геному сисара налазе у 10 - 20 копија за сваки од пет постојећих хистона; у сваком скупу се налази по један ген за сваки од хистона: H1, H2A, H2B, H3 i H4;
- мобилни генетички елементи који мењају своје место у геному па се називају скочи-гени